# 嶽林寺
嶽林寺（がくりんじ）は、群馬県みなかみ町にある曹洞宗の寺院。『日本百名月』認定登録地。

## 概要

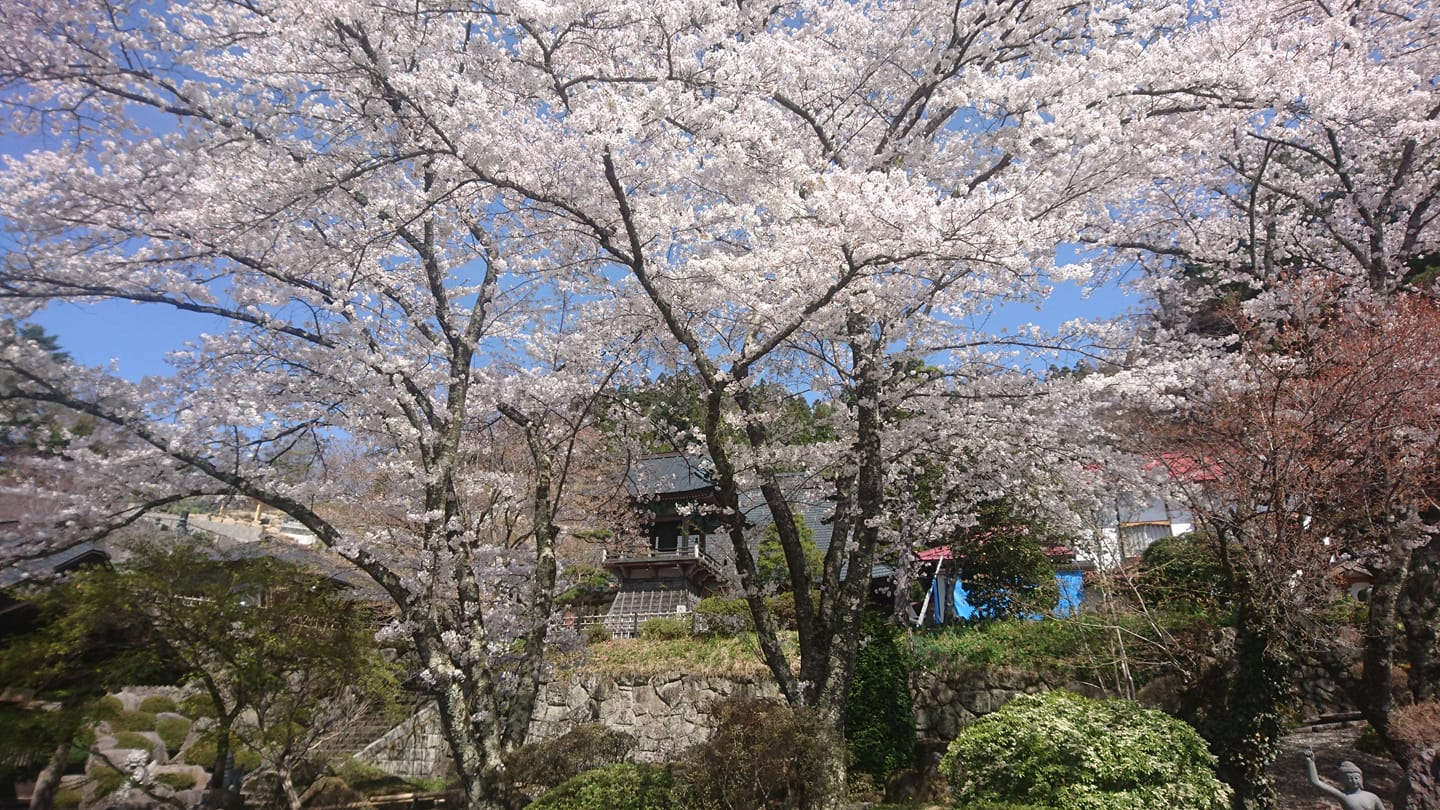
大峰山長慶院 嶽林寺 満開の桜

永正2年（1505年）、雙林寺七世在天宗奝（ざいてんしゅうちょう）禅師が開山。小川城二代小川次郎景裕公（嶽林院殿奇厳清俊庵主）を開基に開創された。双林寺の末寺にして双林寺近門七カ寺の棟梁寺。義民茂左衛門、白子屋お駒の菩提寺でもある。

## 寺院の周辺
- 味城山・大峰山 (群馬県)
- 上毛高原駅・水上温泉郷
- 道の駅月夜野矢瀬親水公園・上越クリスタル硝子
- みなかみユネスコエコパーク

## アクセス
- 鉄道 
  - 上越新幹線上毛高原駅西口より、徒歩10分。
- 自動車 
  - 関越自動車道月夜野インターチェンジから国道17号・国道291号経由、車で約10分。